# Читрал (город)
Читрал (урду چترال‎, кхов. چھترار) — город в провинции Хайбер-Пахтунхва, Пакистан, центр одноимённого округа, до 1969 года — столица одноимённого княжества, в 1911—1947 годах находившегося под властью британской короны. Население — 31 242 чел. (на 2010 год).

## Название
Название города происходит от местного дардского слова, означающего «поле» (кховар c̣hetur, калаша c̣hetr [ʈ͡ʂʰet(u)r]) и прямо соответствующего санскр. kṣetra-, которое отражено во многих индийских топонимах, например, Курукшетра.

## История
Читрал оформился как независимое или полунезависимое княжество с суннитскими правителями в XVI—XVII в. Во главе княжества Читрал стоял мехтар (от перс. «большой, главный») из династии Катур, окружённый многочисленной аристократией. В ходе британской экспансии на севере Индии после проведения линии Дюранда Читрал оказался в британской сфере влияния и в 1911 году стал зависимым государством, подчинённым Британской Короне.
В 1969 году Читрал был аннексирован Пакистаном, окончательно ликвидировавшим монархическое правление.

## Климат
| Показатель                    | Янв. | Фев. | Март | Апр. | Май  | Июнь | Июль | Авг. | Сен. | Окт. | Нояб. | Дек. | Год  |
| ----------------------------- | ---- | ---- | ---- | ---- | ---- | ---- | ---- | ---- | ---- | ---- | ----- | ---- | ---- |
| Средний суточный максимум, °C | 8,8  | 9,9  | 15,1 | 22,5 | 28,2 | 34,4 | 35,9 | 34,4 | 31,1 | 25,1 | 18,7  | 11,6 | 22,9 |
| Средняя температура, °C       | 4,1  | 5,3  | 9,6  | 15,5 | 20,3 | 26,1 | 28,0 | 26,5 | 22,1 | 16,2 | 10,8  | 5,9  | 15,8 |
| Средний суточный минимум, °C  | −0,6 | 0,6  | 4,2  | 8,5  | 12,5 | 17,8 | 20,2 | 18,7 | 13,1 | 7,2  | 2,9   | 0,2  | 8,7  |
| Норма осадков, мм             | 38   | 63   | 97   | 71   | 43   | 5    | 4    | 8    | 7    | 15   | 20    | 38   | 409  |
| Источник: World Climate       |      |      |      |      |      |      |      |      |      |      |       |      |      |

## Население
По результатам переписи 1998 года в городе проживало 29 940 человек.

## Образование
Колледж Лэнглендса, основан в 1988 году. Первым директором стал майор Британской армии, член Ордена британской империи и компаньон ордена Святого Михаила и Святого Георгия Джеффри Лэнглендс.